# Hedeby

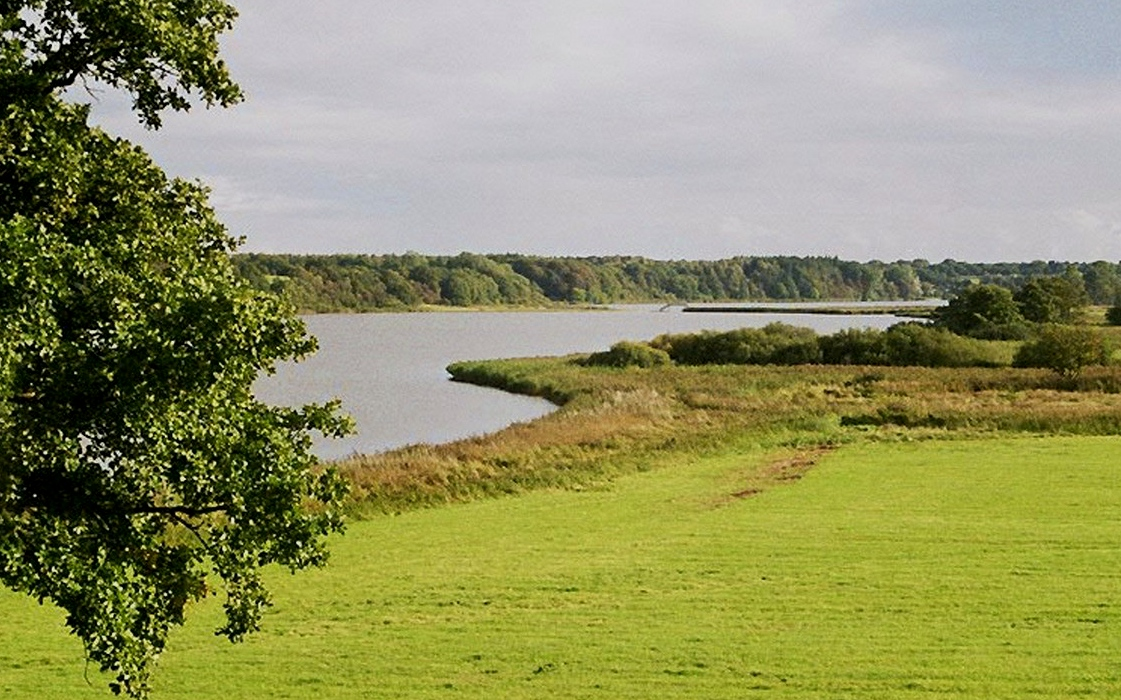
Sito dell'antica Hedeby

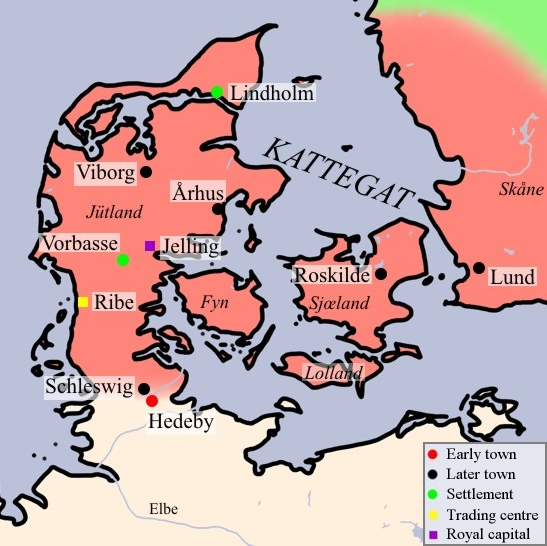
Mappa della Danimarca vichinga

Hedeby (AFI: ˡhe:ðəby) in lingua norrena Heiðabýr, traducibile come città sulla terra e a volte conosciuta col nome germanico di Haithabu, una rivisitazione della scritta runica Heiðabý(r), fu un'importante colonia nella Danimarca vichinga, fiorita attorno al IX secolo e posizionata nella parte meridionale dalla penisola dello Jutland. Si sviluppò come centro commerciale, situato all'estremità di uno stretto canale navigabile, conosciuto oggi come Schlei, che si connette al Mar Baltico.
Hedeby era la più vasta città nordica durante l'età dei Vichinghi ed è ritenuta essere una delle più antiche città della Danimarca.

## Localizzazione
La localizzazione di Hedeby è favorita dal fatto che si trova a meno di 15 km dal fiume Treene, che si immette nell'Eider con il suo estuario nel mare del Nord, costituendo così un buon posto dove le merci e le navi vichinghe potevano essere spostate brevemente per via di terra, permettendo così un viaggio marittimo praticamente ininterrotto tra il Baltico ed il Mar del Nord, evitando la pericolosa circumnavigazione dello Jutland.

## I problemi sulla denominazione
Sia nei tempi degli antichi Vichinghi che in quelli contemporanei, il nome e la pronuncia di Hedeby rimangono molteplici e confusi.
- Hedeby è il nome moderno in lingua inglese e danese.
- Heiðabýr è derivato dalle fonti in antico scandinavo ed è il nome più antico di questo sito.

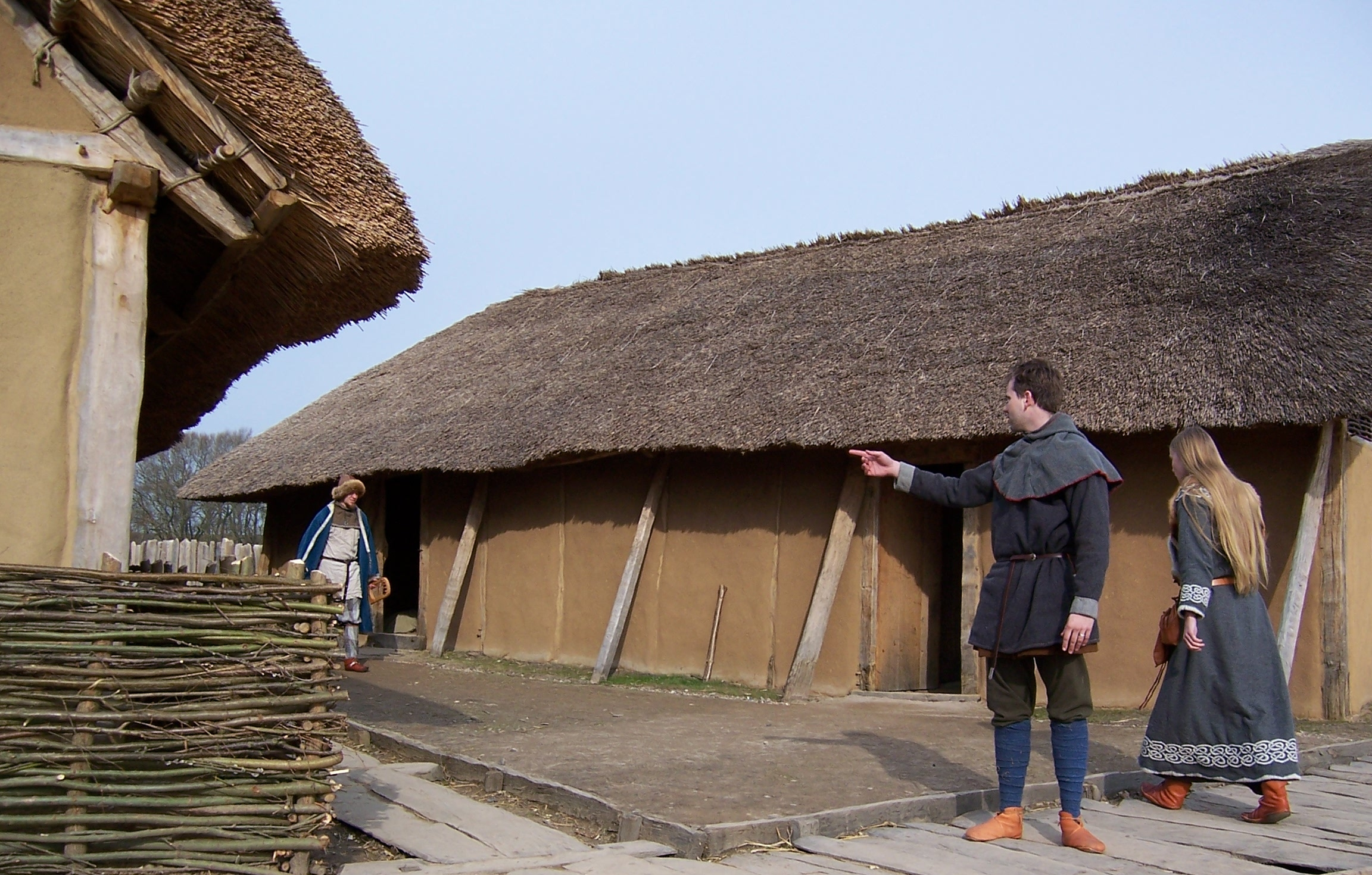
Case ricostruite

## Storia
Hedeby è menzionata per la prima volta nelle cronache franche di Eginardo (804), che era al servizio di Carlo Magno, ma fu probabilmente fondata intorno al 770. Nell'808 il re danese Göttrik distrusse un centro commerciale slavo concorrente di nome Reric, e nelle cronache franche si legge che trasferì i mercanti da lì a Hedeby. Questo potrebbe aver dato l'impulso iniziale allo sviluppo della città. Le stesse fonti riportano che Göttrik rafforzò il Danevirke, un muro di terra che si estendeva a sud della penisola dello Jutland. Il Danevirke si univa alle mura difensive di Hedeby per formare una barriera est-ovest attraverso la penisola, dalle paludi a ovest all'insenatura di Schlei che conduce al Baltico a est.
La città stessa era circondata sui tre lati terrestri (nord, ovest e sud) da terrapieni. Alla fine del IX secolo le parti settentrionali e meridionali della città furono abbandonate per la parte centrale. In seguito fu eretto un muro semicircolare alto 9 metri per proteggere gli accessi occidentali alla città. Sul lato orientale, la città era delimitata dalla parte più interna dell'insenatura di Schlei e dalla baia di Haddebyer Noor.
La città è stata citata e descritta in seguito da cronisti come Wulfstan di Hedeby nel IX secolo, da mercanti arabi come Ibrahim ibn Ya'qub al-Tartushi nel X secolo e infine da Adamo di Brema nell'XI secolo. 
La dinastia svedese di Olof lo Sfacciato sembra aver governato Hedeby negli ultimi decenni del IX e all'inizio del X secolo. Non ci sono testimonianze storiche di questo dominio, tranne una citazione di Adamo di Brema che menziona questo fatto con un commento del re Svend II di Danimarca, oltre a tre pietre runiche trovate in Danimarca. Due di esse furono erette dalla madre del nipote di re Olof, Sigtrygg Gnupasson; la terza pietra, scoperta nel 1796, appartiene alla stessa Hedeby, la pietra runica di Eric, scritta in fuþark recente (molto tipico degli svedesi e dei norvegesi, ma è possibile che anche i danesi scrivessero occasionalmente in quella versione).
La città fu saccheggiata nel 1050 da re Harald III di Norvegia durante un conflitto con re Sweyn II di Danimarca. Egli diede fuoco alla città inviando nel porto alcune navi in fiamme, i cui resti carbonizzati sono stati ritrovati sul fondo dello Schlei durante recenti scavi. Uno scaldo norvegese, citato da Snorri Sturluson, descrive il sacco come segue:
Le fiamme si levavano alte dalle case quando, prima dell'alba, mi trovavo sul braccio della roccaforte.»
Nel 1066 la città fu saccheggiata e bruciata dagli Slavi occidentali. Dopo la distruzione, Hedeby fu lentamente abbandonata. La gente si spostò attraverso l'insenatura dello Schlei e fondò la città di Schleswig.

## Archeologia e ricostruzioni del XXI secolo
Nel 1864, a seguito della sconfitta subita durante la seconda guerra dello Schleswig, la Danimarca perse il territorio su cui si trovava il sito di Hedeby a favore dell'Impero austriaco e del regno di Prussia. Come risultato di questi cambiamenti di confine Hedeby si trova attualmente nella giurisdizione del territorio dello Schleswig-Holstein, all'estremo confine settentrionale della Germania. Rimasta nel più totale abbandono per circa un centinaio di anni, ora Hedeby è uno dei più importanti siti archeologici dello Schleswig-Holstein, che ha visto l'apertura di un museo annesso a partire dal 1985.
Nel 2005 un ambizioso programma di recupero archeologico ha avuto inizio sul sito originale. Basandosi sui risultati delle analisi archeologiche, sono state ricostruite alcune copie esatte delle case vichinghe originali.